# Liste der Nummer-eins-Hits in Frankreich (2020)
Diese Liste der Nummer-eins-Hits in Frankreich 2020 basiert auf den offiziellen Chartlisten des Syndicat National de l’édition Phonographique (SNEP), der französischen Landesgruppe der IFPI. Die Liste gibt die Nummer-eins-Platzierungen der Top Singles und der Top Albums wieder.

## Singles
| ← 2019 ← | Liste der Nummer-eins-Hits in Frankreich | Liste der Nummer-eins-Hits in Frankreich                                   | Liste der Nummer-eins-Hits in Frankreich | 2021 →                    |
| \| Zeitraum \| Wo. ges. \| Interpret \| Titel Autor(en) \| Zusätzliche Informationen \| \| (Zeitraum, Wochen auf Platz eins, Interpret, Titel, Autor[en], zusätzliche Informationen) \| \| \| \| \| \| ----------------------------------------------------------------------------------------- \| -------- \| -------------------------------------------------------------------------- \| ----------------------------------------------------------------------------------------------------------------------------------------------------------------------------------------------------------------------------------------------------------------------------- \| ------------------------- \| \| 29. November 2019 – 23. Januar 2020 8 Wochen (insgesamt 9) \| 9 \| Gradur feat. Heuss l’Enfoiré \| Ne reviens pas Musik: Sammy Fouad Mehdi Tami, Mohamed Zeghoudi, Gianfranco Randone, Maurizio Lobina; Text: Karim Djeriou, Massimo Gabutti, Wanani Gradi Mariadi, Maurizio Lobina \| – \| \| 24. Januar 2020 – 13. Februar 2020 3 Wochen \| 3 \| Gambi feat. Heuss l’Enfoiré \| Dans l’espace Sammy Fouad Mehdi Tami, Sacha Julien Georges Duval, Alexandre Oliny, Dylon Courjol, Abderrahmane Meziane, Michaël Richard Mathieu, Karim Djeriou \| – \| \| 14. Februar 2020 – 20. Februar 2020 1 Woche (insgesamt 9) \| 9 \| Gradur feat. Heuss l’Enfoiré \| Ne reviens pas Musik: Sammy Fouad Mehdi Tami, Mohamed Zeghoudi, Gianfranco Randone, Maurizio Lobina; Text: Karim Djeriou, Massimo Gabutti, Wanani Gradi Mariadi, Maurizio Lobina \| – \| \| 21. Februar 2020 – 27. Februar 2020 1 Woche (insgesamt 4) \| 4 \| The Weeknd \| Blinding Lights Ahmad Balshe, Oscar Thomas Holter, Martin Karl Sandberg, Jason Matthew Quenneville, Abel Tesfaye \| – \| \| 28. Februar 2020 – 12. März 2020 2 Wochen \| 2 \| Naps feat. Ninho \| 6.3 Musik: Said Belkasmi; Text: Said El Hajji, Fabien Mathieu Stephane Carlin, Nabil Boukhobza, Kamel Kasmi, William Levi Nzobazola \| – \| \| 13. März 2020 – 23. April 2020 6 Wochen \| 6 \| Ninho \| Lettre à une femme Musik: Maxime Lucas Brugel, Karl Walid Adjibade; Text: William Levi Nzobazola \| – \| \| 24. April 2020 – 14. Mai 2020 3 Wochen (insgesamt 4) \| 4 \| The Weeknd \| Blinding Lights Ahmad Balshe, Oscar Thomas Holter, Martin Karl Sandberg, Jason Matthew Quenneville, Abel Tesfaye \| – \| \| 15. Mai 2020 – 28. Mai 2020 2 Wochen \| 2 \| Booba feat. Zed \| Jauné Musik: Jephté Baloki, Kenji Jiovanny Rosine, Benjamin Cyril Calame; Text: François Malcolm Botomba, Élie Thitia Yaffa \| – \| \| 29. Mai 2020 – 11. Juni 2020 2 Wochen \| 2 \| Hatik \| Angela Silvère Johnson, Fabien Vincent Philetas, Cédric Jean Bélise, Khalid Dehbi, Gérard Desire Nubul, Samuël Babatunde Adebiyi, Mehdi Felicite, Arnaud Pierre Joel Codet, Georges Jeannot, Rémi Alain Tobbal, Guillaume Louis Paul Silvestri, Clément Daniel Maxime Penhoat \| – \| \| 12. Juni 2020 – 16. Juli 2020 5 Wochen \| 5 \| Bosh \| Djomb (Bien ou quoi) Musik: Blaise Batisse, Mounir Maarouf; Text: Bosh \| – \| \| 17. Juli 2020 – 23. Juli 2020 1 Woche \| 1 \| Dadju feat. Ninho \| Grand bain Dadju Djuna Nsungula, William Levi Nzobazola, Mickaël François Jacques Laguierri \| – \| \| 24. Juli 2020 – 20. August 2020 4 Wochen \| 4 \| Aya Nakamura \| Jolie nana Aya Danioko, Julio Masidi Biau, Isaac Luyindula, Jonathan Makabi \| – \| \| 21. August 2020 – 12. November 2020 12 Wochen \| 12 \| 13 Organisé feat. Jul, Houari, Solda, Elams, Kofs, Soso Maness, Sch & Naps \| Bande organisée Julien François Alain Mari, Mohamed Houari Arif, Abdou Fatahou Ali, Elamine Ali, Foued Nabba, Sofien Akim Manessour, Julien Schwarzer, Nabil Boukhobza \| – \| \| 13. November 2020 – 19. November 2020 1 Woche \| 1 \| Booba \| 5G Musik: Gianni Onema; Text: Élie Thitia Yaffa \| – \| \| 20. November 2020 – 26. November 2020 1 Woche \| 1 \| Aya Nakamura feat. Stormzy \| Plus jamais Michael Ebenazer Kwadjo Omari Owuo Junior, Timothee Barthod-Prothade, Charles Ndiaye, Karl Walid Adjibade, Aya Danioko \| – \| \| 27. November 2020 – 3. Dezember 2020 1 Woche \| 1 \| Zola feat. Sch \| 9 1 1 3 Musik: Djamel Fezari, Aurélien Louis Mazin, Nasser Mounder; Text: Aurélien Gérald Julien Guy N’Zuzi Zola, Julien Schwarzer \| – \| \| 4. Dezember 2020 – 10. Dezember 2020 1 Woche \| 1 \| Dinos feat. Nekfeu \| Moins un Musik: Kamil Osmanov, Thomas Jules Louis Ambou; Text: Jules Kevin Jomby Edjenguellet, Ken François Celestin Samaras \| – \| \| 11. Dezember 2020 – 17. Dezember 2020 1 Woche \| 1 \| Dua Lipa feat. Angèle \| Fever Dua Lipa, Caroline Ailin Buvik Furøyen, Angèle Aimée Joséphine Van Laeken, Jacob Kasher Hindlin, Ian Eric Kirkpatrick, Julia Carin Cavazos \| – \| \| 18. Dezember 2020 – 7. Januar 2021 3 Wochen \| 3 \| Jul & Sch \| Mother Fuck Julien François Alain Mari, Julien Schwarzer \| – \| |                                          |                                                                            | |                           |
| ← 2019 |                                          |                                                                            | | → 2021 →                  |
| Zeitraum | Wo. ges.                                 | Interpret                                                                  | Titel Autor(en) | Zusätzliche Informationen |
| (Zeitraum, Wochen auf Platz eins, Interpret, Titel, Autor[en], zusätzliche Informationen) |                                          |                                                                            | |                           |
| 29. November 2019 – 23. Januar 2020 8 Wochen (insgesamt 9) | 9                                        | Gradur feat. Heuss l’Enfoiré                                               | Ne reviens pas Musik: Sammy Fouad Mehdi Tami, Mohamed Zeghoudi, Gianfranco Randone, Maurizio Lobina; Text: Karim Djeriou, Massimo Gabutti, Wanani Gradi Mariadi, Maurizio Lobina                                                                                              | –                         |
| 24. Januar 2020 – 13. Februar 2020 3 Wochen | 3                                        | Gambi feat. Heuss l’Enfoiré                                                | Dans l’espace Sammy Fouad Mehdi Tami, Sacha Julien Georges Duval, Alexandre Oliny, Dylon Courjol, Abderrahmane Meziane, Michaël Richard Mathieu, Karim Djeriou | –                         |
| 14. Februar 2020 – 20. Februar 2020 1 Woche (insgesamt 9) | 9                                        | Gradur feat. Heuss l’Enfoiré                                               | Ne reviens pas Musik: Sammy Fouad Mehdi Tami, Mohamed Zeghoudi, Gianfranco Randone, Maurizio Lobina; Text: Karim Djeriou, Massimo Gabutti, Wanani Gradi Mariadi, Maurizio Lobina                                                                                              | –                         |
| 21. Februar 2020 – 27. Februar 2020 1 Woche (insgesamt 4) | 4                                        | The Weeknd                                                                 | Blinding Lights Ahmad Balshe, Oscar Thomas Holter, Martin Karl Sandberg, Jason Matthew Quenneville, Abel Tesfaye | –                         |
| 28. Februar 2020 – 12. März 2020 2 Wochen | 2                                        | Naps feat. Ninho                                                           | 6.3 Musik: Said Belkasmi; Text: Said El Hajji, Fabien Mathieu Stephane Carlin, Nabil Boukhobza, Kamel Kasmi, William Levi Nzobazola | –                         |
| 13. März 2020 – 23. April 2020 6 Wochen | 6                                        | Ninho                                                                      | Lettre à une femme Musik: Maxime Lucas Brugel, Karl Walid Adjibade; Text: William Levi Nzobazola | –                         |
| 24. April 2020 – 14. Mai 2020 3 Wochen (insgesamt 4) | 4                                        | The Weeknd                                                                 | Blinding Lights Ahmad Balshe, Oscar Thomas Holter, Martin Karl Sandberg, Jason Matthew Quenneville, Abel Tesfaye | –                         |
| 15. Mai 2020 – 28. Mai 2020 2 Wochen | 2                                        | Booba feat. Zed                                                            | Jauné Musik: Jephté Baloki, Kenji Jiovanny Rosine, Benjamin Cyril Calame; Text: François Malcolm Botomba, Élie Thitia Yaffa | –                         |
| 29. Mai 2020 – 11. Juni 2020 2 Wochen | 2                                        | Hatik                                                                      | Angela Silvère Johnson, Fabien Vincent Philetas, Cédric Jean Bélise, Khalid Dehbi, Gérard Desire Nubul, Samuël Babatunde Adebiyi, Mehdi Felicite, Arnaud Pierre Joel Codet, Georges Jeannot, Rémi Alain Tobbal, Guillaume Louis Paul Silvestri, Clément Daniel Maxime Penhoat | –                         |
| 12. Juni 2020 – 16. Juli 2020 5 Wochen | 5                                        | Bosh                                                                       | Djomb (Bien ou quoi) Musik: Blaise Batisse, Mounir Maarouf; Text: Bosh | –                         |
| 17. Juli 2020 – 23. Juli 2020 1 Woche | 1                                        | Dadju feat. Ninho                                                          | Grand bain Dadju Djuna Nsungula, William Levi Nzobazola, Mickaël François Jacques Laguierri | –                         |
| 24. Juli 2020 – 20. August 2020 4 Wochen | 4                                        | Aya Nakamura                                                               | Jolie nana Aya Danioko, Julio Masidi Biau, Isaac Luyindula, Jonathan Makabi | –                         |
| 21. August 2020 – 12. November 2020 12 Wochen | 12                                       | 13 Organisé feat. Jul, Houari, Solda, Elams, Kofs, Soso Maness, Sch & Naps | Bande organisée Julien François Alain Mari, Mohamed Houari Arif, Abdou Fatahou Ali, Elamine Ali, Foued Nabba, Sofien Akim Manessour, Julien Schwarzer, Nabil Boukhobza | –                         |
| 13. November 2020 – 19. November 2020 1 Woche | 1                                        | Booba                                                                      | 5G Musik: Gianni Onema; Text: Élie Thitia Yaffa | –                         |
| 20. November 2020 – 26. November 2020 1 Woche | 1                                        | Aya Nakamura feat. Stormzy                                                 | Plus jamais Michael Ebenazer Kwadjo Omari Owuo Junior, Timothee Barthod-Prothade, Charles Ndiaye, Karl Walid Adjibade, Aya Danioko | –                         |
| 27. November 2020 – 3. Dezember 2020 1 Woche | 1                                        | Zola feat. Sch                                                             | 9 1 1 3 Musik: Djamel Fezari, Aurélien Louis Mazin, Nasser Mounder; Text: Aurélien Gérald Julien Guy N’Zuzi Zola, Julien Schwarzer | –                         |
| 4. Dezember 2020 – 10. Dezember 2020 1 Woche | 1                                        | Dinos feat. Nekfeu                                                         | Moins un Musik: Kamil Osmanov, Thomas Jules Louis Ambou; Text: Jules Kevin Jomby Edjenguellet, Ken François Celestin Samaras | –                         |
| 11. Dezember 2020 – 17. Dezember 2020 1 Woche | 1                                        | Dua Lipa feat. Angèle                                                      | Fever Dua Lipa, Caroline Ailin Buvik Furøyen, Angèle Aimée Joséphine Van Laeken, Jacob Kasher Hindlin, Ian Eric Kirkpatrick, Julia Carin Cavazos | –                         |
| 18. Dezember 2020 – 7. Januar 2021 3 Wochen | 3                                        | Jul & Sch                                                                  | Mother Fuck Julien François Alain Mari, Julien Schwarzer | –                         |

## Alben
| ← 2019 ← | Liste der Nummer-eins-Hits in Frankreich | Liste der Nummer-eins-Hits in Frankreich         | Liste der Nummer-eins-Hits in Frankreich     | 2021 →                    |
| \| Zeitraum \| Wo. ges. \| Interpret \| Titel \| Zusätzliche Informationen \| \| (Zeitraum, Wochen auf Platz eins, Interpret, Titel, zusätzliche Informationen) \| \| \| \| \| \| ------------------------------------------------------------------------------ \| -------- \| ------------------------------------------------ \| -------------------------------------------- \| ------------------------- \| \| 20. Dezember 2019 – 2. Januar 2020 2 Wochen (insgesamt 3) \| 3 \| Jacques Dutronc, Johnny Hallyday & Eddy Mitchell \| Les vieilles canailles – L’album live \| – \| \| 3. Januar 2020 – 23. Januar 2020 3 Wochen (insgesamt 8) \| 8 \| Vitaa & Slimane \| VersuS \| – \| \| 24. Januar 2020 – 6. Februar 2020 2 Wochen \| 2 \| Maes \| Les derniers salopards \| – \| \| 7. Februar 2020 – 13. Februar 2020 1 Woche \| 1 \| Mister V \| MVP \| – \| \| 14. Februar 2020 – 27. Februar 2020 2 Wochen (insgesamt 8) \| 8 \| Vitaa & Slimane \| VersuS \| – \| \| 28. Februar 2020 – 5. März 2020 1 Woche \| 1 \| BTS \| Map of the Soul: 7 \| – \| \| 6. März 2020 – 12. März 2020 1 Woche (insgesamt 8) \| 8 \| Vitaa & Slimane \| VersuS \| – \| \| 13. März 2020 – 19. März 2020 1 Woche \| 1 \| Les Enfoirés \| Les Enfoirés – 2020: Le Pari(s) des Enfoirés \| – \| \| 20. März 2020 – 9. April 2020 3 Wochen (insgesamt 11) \| 11 \| Ninho \| M.I.L.S 3.0 \| – \| \| 10. April 2020 – 16. April 2020 1 Woche \| 1 \| Da Uzi \| Architecte \| – \| \| 17. April 2020 – 4. Juni 2020 7 Wochen (insgesamt 11) \| 11 \| Ninho \| M.I.L.S 3.0 \| – \| \| 5. Juni 2020 – 11. Juni 2020 1 Woche \| 1 \| Lady Gaga \| Chromatica \| – \| \| 12. Juni 2020 – 18. Juni 2020 1 Woche \| 1 \| Hatik \| Chaise pliante \| – \| \| 19. Juni 2020 – 25. Juni 2020 1 Woche \| 1 \| Johnny Hallyday \| Happy Birthday Live \| – \| \| 26. Juni 2020 – 2. Juli 2020 1 Woche (insgesamt 6) \| 6 \| Jul \| La machine \| – \| \| 3. Juli 2020 – 9. Juli 2020 1 Woche \| 1 \| Benjamin Biolay \| Grand Prix \| – \| \| 10. Juli 2020 – 16. Juli 2020 1 Woche (insgesamt 6) \| 6 \| Jul \| La machine \| – \| \| 17. Juli 2020 – 23. Juli 2020 1 Woche \| 1 \| Gambi \| La vie est belle \| – \| \| 24. Juli 2020 – 20. August 2020 4 Wochen (insgesamt 6) \| 6 \| Jul \| La machine \| – \| \| 21. August 2020 – 27. August 2020 1 Woche (insgesamt 8) \| 8 \| Vitaa & Slimane \| VersuS \| – \| \| 28. August 2020 – 3. September 2020 1 Woche \| 1 \| Eva \| Feed \| – \| \| 4. September 2020 – 10. September 2020 1 Woche \| 1 \| Indochine \| Singles Collection (2001–2021) \| – \| \| 11. September 2020 – 17. September 2020 1 Woche \| 1 \| Julien Doré \| Aimée \| – \| \| 18. September 2020 – 24. September 2020 1 Woche \| 1 \| Grand Corps Malade \| Mesdames \| – \| \| 25. September 2020 – 8. Oktober 2020 2 Wochen (insgesamt 5) \| 5 \| Damso \| QALF \| – \| \| 9. Oktober 2020 – 15. Oktober 2020 1 Woche (insgesamt 8) \| 8 \| Vitaa & Slimane \| VersuS \| – \| \| 16. Oktober 2020 – 22. Oktober 2020 1 Woche \| 1 \| 13 Organisé \| 13 Organisé \| – \| \| 23. Oktober 2020 – 29. Oktober 2020 1 Woche \| 1 \| Francis Cabrel \| À l’aube revenant \| – \| \| 30. Oktober 2020 – 5. November 2020 1 Woche \| 1 \| Johnny Hallyday \| Son rêve américain \| – \| \| 6. November 2020 – 12. November 2020 1 Woche \| 1 \| Vianney \| N’attendons pas \| – \| \| 13. November 2020 – 19. November 2020 1 Woche (insgesamt 11) \| 11 \| Ninho \| M.I.L.S 3.0 \| – \| \| 20. November 2020 – 26. November 2020 1 Woche (insgesamt 2) \| 2 \| AC/DC \| Power Up \| – \| \| 27. November 2020 – 3. Dezember 2020 1 Woche \| 1 \| Zola \| Survie \| – \| \| 4. Dezember 2020 – 10. Dezember 2020 1 Woche (insgesamt 2) \| 2 \| AC/DC \| Power Up \| – \| \| 11. Dezember 2020 – 17. Dezember 2020 1 Woche \| 1 \| Calogero \| Centre ville \| – \| \| 18. Dezember 2020 – 31. Dezember 2020 2 Wochen \| 2 \| Indochine \| Singles Collection (1981–2001) \| – \| |                                          |                                                  |                                              |                           |
| ← 2019 |                                          |                                                  |                                              | → 2021 →                  |
| Zeitraum | Wo. ges.                                 | Interpret                                        | Titel                                        | Zusätzliche Informationen |
| (Zeitraum, Wochen auf Platz eins, Interpret, Titel, zusätzliche Informationen) |                                          |                                                  |                                              |                           |
| 20. Dezember 2019 – 2. Januar 2020 2 Wochen (insgesamt 3) | 3                                        | Jacques Dutronc, Johnny Hallyday & Eddy Mitchell | Les vieilles canailles – L’album live        | –                         |
| 3. Januar 2020 – 23. Januar 2020 3 Wochen (insgesamt 8) | 8                                        | Vitaa & Slimane                                  | VersuS                                       | –                         |
| 24. Januar 2020 – 6. Februar 2020 2 Wochen | 2                                        | Maes                                             | Les derniers salopards                       | –                         |
| 7. Februar 2020 – 13. Februar 2020 1 Woche | 1                                        | Mister V                                         | MVP                                          | –                         |
| 14. Februar 2020 – 27. Februar 2020 2 Wochen (insgesamt 8) | 8                                        | Vitaa & Slimane                                  | VersuS                                       | –                         |
| 28. Februar 2020 – 5. März 2020 1 Woche | 1                                        | BTS                                              | Map of the Soul: 7                           | –                         |
| 6. März 2020 – 12. März 2020 1 Woche (insgesamt 8) | 8                                        | Vitaa & Slimane                                  | VersuS                                       | –                         |
| 13. März 2020 – 19. März 2020 1 Woche | 1                                        | Les Enfoirés                                     | Les Enfoirés – 2020: Le Pari(s) des Enfoirés | –                         |
| 20. März 2020 – 9. April 2020 3 Wochen (insgesamt 11) | 11                                       | Ninho                                            | M.I.L.S 3.0                                  | –                         |
| 10. April 2020 – 16. April 2020 1 Woche | 1                                        | Da Uzi                                           | Architecte                                   | –                         |
| 17. April 2020 – 4. Juni 2020 7 Wochen (insgesamt 11) | 11                                       | Ninho                                            | M.I.L.S 3.0                                  | –                         |
| 5. Juni 2020 – 11. Juni 2020 1 Woche | 1                                        | Lady Gaga                                        | Chromatica                                   | –                         |
| 12. Juni 2020 – 18. Juni 2020 1 Woche | 1                                        | Hatik                                            | Chaise pliante                               | –                         |
| 19. Juni 2020 – 25. Juni 2020 1 Woche | 1                                        | Johnny Hallyday                                  | Happy Birthday Live                          | –                         |
| 26. Juni 2020 – 2. Juli 2020 1 Woche (insgesamt 6) | 6                                        | Jul                                              | La machine                                   | –                         |
| 3. Juli 2020 – 9. Juli 2020 1 Woche | 1                                        | Benjamin Biolay                                  | Grand Prix                                   | –                         |
| 10. Juli 2020 – 16. Juli 2020 1 Woche (insgesamt 6) | 6                                        | Jul                                              | La machine                                   | –                         |
| 17. Juli 2020 – 23. Juli 2020 1 Woche | 1                                        | Gambi                                            | La vie est belle                             | –                         |
| 24. Juli 2020 – 20. August 2020 4 Wochen (insgesamt 6) | 6                                        | Jul                                              | La machine                                   | –                         |
| 21. August 2020 – 27. August 2020 1 Woche (insgesamt 8) | 8                                        | Vitaa & Slimane                                  | VersuS                                       | –                         |
| 28. August 2020 – 3. September 2020 1 Woche | 1                                        | Eva                                              | Feed                                         | –                         |
| 4. September 2020 – 10. September 2020 1 Woche | 1                                        | Indochine                                        | Singles Collection (2001–2021)               | –                         |
| 11. September 2020 – 17. September 2020 1 Woche | 1                                        | Julien Doré                                      | Aimée                                        | –                         |
| 18. September 2020 – 24. September 2020 1 Woche | 1                                        | Grand Corps Malade                               | Mesdames                                     | –                         |
| 25. September 2020 – 8. Oktober 2020 2 Wochen (insgesamt 5) | 5                                        | Damso                                            | QALF                                         | –                         |
| 9. Oktober 2020 – 15. Oktober 2020 1 Woche (insgesamt 8) | 8                                        | Vitaa & Slimane                                  | VersuS                                       | –                         |
| 16. Oktober 2020 – 22. Oktober 2020 1 Woche | 1                                        | 13 Organisé                                      | 13 Organisé                                  | –                         |
| 23. Oktober 2020 – 29. Oktober 2020 1 Woche | 1                                        | Francis Cabrel                                   | À l’aube revenant                            | –                         |
| 30. Oktober 2020 – 5. November 2020 1 Woche | 1                                        | Johnny Hallyday                                  | Son rêve américain                           | –                         |
| 6. November 2020 – 12. November 2020 1 Woche | 1                                        | Vianney                                          | N’attendons pas                              | –                         |
| 13. November 2020 – 19. November 2020 1 Woche (insgesamt 11) | 11                                       | Ninho                                            | M.I.L.S 3.0                                  | –                         |
| 20. November 2020 – 26. November 2020 1 Woche (insgesamt 2) | 2                                        | AC/DC                                            | Power Up                                     | –                         |
| 27. November 2020 – 3. Dezember 2020 1 Woche | 1                                        | Zola                                             | Survie                                       | –                         |
| 4. Dezember 2020 – 10. Dezember 2020 1 Woche (insgesamt 2) | 2                                        | AC/DC                                            | Power Up                                     | –                         |
| 11. Dezember 2020 – 17. Dezember 2020 1 Woche | 1                                        | Calogero                                         | Centre ville                                 | –                         |
| 18. Dezember 2020 – 31. Dezember 2020 2 Wochen | 2                                        | Indochine                                        | Singles Collection (1981–2001)               | –                         |

## Jahreshitparaden
| ← 2019 ← | Liste der Nummer-eins-Hits in Frankreich | Liste der Nummer-eins-Hits in Frankreich                  | Liste der Nummer-eins-Hits in Frankreich | 2021 →   |
| \| Singles \| Position# \| Alben \| \| ----------------------------------------------------------------------------------------------------------------------------------------------------------------------------------------------------------------------------------------------------------------------------------- \| --------- \| --------------------------------------------------------- \| \| Bande organisée 13 Organisé feat. Jul, Houari, Solda, Elams, Kofs, Soso Maness, Sch & Naps Julien François Alain Mari, Mohamed Houari Arif, Abdou Fatahou Ali, Elamine Ali, Foued Nabba, Sofien Akim Manessour, Julien Schwarzer, Nabil Boukhobza \| 1 \| Versus Vitaa & Slimane \| \| Blinding Lights The Weeknd Ahmad Balshe, Oscar Thomas Holter, Martin Karl Sandberg, Jason Matthew Quenneville, Abel Tesfaye \| 2 \| M.I.L.S 3.0 Ninho \| \| Angela Hatik Silvère Johnson, Fabien Vincent Philetas, Cédric Jean Bélise, Khalid Dehbi, Gérard Desire Nubul, Samuël Babatunde Adebiyi, Mehdi Felicite, Arnaud Pierre Joel Codet, Georges Jeannot, Rémi Alain Tobbal, Guillaume Louis Paul Silvestri, Clément Daniel Maxime Penhoat \| 3 \| Les derniers salopards Maes \| \| Dance Monkey Tones and I Toni Elizabeth Watson \| 4 \| Brol Angèle \| \| Lettre à une femme Ninho Musik: Maxime Lucas Brugel, Karl Walid Adjibade; Text: William Levi Nzobazola \| 5 \| À l’aube revenant Francis Cabrel \| \| Ne reviens pas Gradur feat. Heuss l’Enfoiré Musik: Sammy Fouad Mehdi Tami, Mohamed Zeghoudi, Gianfranco Randone, Maurizio Lobina; Text: Karim Djeriou, Massimo Gabutti, Wanani Gradi Mariadi, Maurizio Lobina \| 6 \| Poison ou antidote Dadju \| \| Djomb (Bien ou quoi) Bosh Musik: Blaise Batisse, Mounir Maarouf; Text: Bosh \| 7 \| Les Enfoirés – 2020: Le Pari(s) des Enfoirés Les Enfoirés \| \| Roses Saint Jhn Steven Gregory Drozd, Michael Lee Ivins, Wayne Michael Coyne, Carlos St. John Phillips, Lee Stashenko \| 8 \| Mesdames Grand Corps Malade \| \| Blanche Maes feat. Booba Stephane Ndilmadji Dogoum, Kevin Emile Raphaël Guérin, Gérald Vincente Guérin, Élie Thitia Yaffa, Walid Georgey \| 9 \| Power Up AC/DC \| \| Distant Maes feat. Ninho Musik: Soriba Kondé, Youri Joseph Yves Krief, Ulysse Melvil Poletti; Text: Walid Georgey, William Levi Nzobazola \| 10 \| Les étoiles vagabondes: expansion Nekfeu \| |                                          |                                                           |                                          |          |
| ← 2019 |                                          |                                                           |                                          | → 2021 → |
| Singles | Position#                                | Alben                                                     |                                          |          |
| Bande organisée 13 Organisé feat. Jul, Houari, Solda, Elams, Kofs, Soso Maness, Sch & Naps Julien François Alain Mari, Mohamed Houari Arif, Abdou Fatahou Ali, Elamine Ali, Foued Nabba, Sofien Akim Manessour, Julien Schwarzer, Nabil Boukhobza | 1                                        | Versus Vitaa & Slimane                                    |                                          |          |
| Blinding Lights The Weeknd Ahmad Balshe, Oscar Thomas Holter, Martin Karl Sandberg, Jason Matthew Quenneville, Abel Tesfaye | 2                                        | M.I.L.S 3.0 Ninho                                         |                                          |          |
| Angela Hatik Silvère Johnson, Fabien Vincent Philetas, Cédric Jean Bélise, Khalid Dehbi, Gérard Desire Nubul, Samuël Babatunde Adebiyi, Mehdi Felicite, Arnaud Pierre Joel Codet, Georges Jeannot, Rémi Alain Tobbal, Guillaume Louis Paul Silvestri, Clément Daniel Maxime Penhoat | 3                                        | Les derniers salopards Maes                               |                                          |          |
| Dance Monkey Tones and I Toni Elizabeth Watson | 4                                        | Brol Angèle                                               |                                          |          |
| Lettre à une femme Ninho Musik: Maxime Lucas Brugel, Karl Walid Adjibade; Text: William Levi Nzobazola | 5                                        | À l’aube revenant Francis Cabrel                          |                                          |          |
| Ne reviens pas Gradur feat. Heuss l’Enfoiré Musik: Sammy Fouad Mehdi Tami, Mohamed Zeghoudi, Gianfranco Randone, Maurizio Lobina; Text: Karim Djeriou, Massimo Gabutti, Wanani Gradi Mariadi, Maurizio Lobina | 6                                        | Poison ou antidote Dadju                                  |                                          |          |
| Djomb (Bien ou quoi) Bosh Musik: Blaise Batisse, Mounir Maarouf; Text: Bosh | 7                                        | Les Enfoirés – 2020: Le Pari(s) des Enfoirés Les Enfoirés |                                          |          |
| Roses Saint Jhn Steven Gregory Drozd, Michael Lee Ivins, Wayne Michael Coyne, Carlos St. John Phillips, Lee Stashenko | 8                                        | Mesdames Grand Corps Malade                               |                                          |          |
| Blanche Maes feat. Booba Stephane Ndilmadji Dogoum, Kevin Emile Raphaël Guérin, Gérald Vincente Guérin, Élie Thitia Yaffa, Walid Georgey | 9                                        | Power Up AC/DC                                            |                                          |          |
| Distant Maes feat. Ninho Musik: Soriba Kondé, Youri Joseph Yves Krief, Ulysse Melvil Poletti; Text: Walid Georgey, William Levi Nzobazola | 10                                       | Les étoiles vagabondes: expansion Nekfeu                  |                                          |          |